# Плавучая мечеть (Пинанг)
Плавучая мечеть сооружена на острове Пинанг, в пригороде Джорджтауна Танджонг-Бунга. Первая в Малайзии мечеть над водой, наряду с известными плавучими мечетями в Малакке и в Куала-Тренгану.
Первая небольшая мечеть в Танджонг-Бунга была построена в 1967 году, но несмотря на перестройку 1977 года, к началу XXI века перестала вмещать мусульманскую общину растущего посёлка. Однако подходящего места на узкой полоске между горой и водами Малаккского пролива не находилось, благодаря чему была высказана идея о постройке большого здания над морем. Новая мечеть с молитвенным залом площадью 1295 квадратных метров, рассчитанном на 1500 верующих, возводилась в 2003—2005 годах, её строительство обошлось в 15 миллионов ринггитов. В 2004 году недостроенная ещё мечеть выдержала удар цунами. Богослужения начались в январе 2005 года, официально же мечеть была открыта 16 марта 2007 года пятым премьер-министром Малайзии Абдуллой Ахмадом Бадави.
Мечеть в ближневосточном стиле построена на площадке в форме восьмиконечной звезды, которая опирается на сваи, заглублённые в приливную полосу. Во время высокой воды свай не видно, здание в это время выглядит плывущим по воде. Купол в форме блюдца помогает противостоять ветрам. Высокий семиярусный минарет имеет в плане достаточно редкую квадратную форму. Примечательны витражи мечети с разнообразием разноцветных узоров.